# بن بايل
بن بايل (بالفرنسية: Ben Payal)‏ (8 سبتمبر 1988 بلوكسمبورغ في لوكسمبورغ - ) هو لاعب كرة قدم لوكسمبورغي في مركز الوسط. شارك مع منتخب لوكسمبورغ لكرة القدم. أما مع النوادي، فقد لعب مع إف91 دوديلانج وجينيس إيسش ونادي فولا إيش وFC UNA Strassen ‏.

## وصلات خارجية
- بن بايل على موقع الاتحاد الدولي (مؤرشف)  (الإنجليزية)
- بن بايل على موقع الاتحاد الأوربي (الإنجليزية)
- بن بايل على موقع قاعدة بيانات كرة القدم.إي يو (الإنجليزية)
- بن بايل على موقع ناشيونال فوتبول تيمز (الإنجليزية)
- بن بايل على موقع AS.com (الإسبانية)